# Чед Мајкл Мари
Чед Мајкл Мари (енгл. Chad Michael Murray; Буфало, 24. август 1981) амерички је глумац, књижевник и бивши манекен. Познат је по улози Лукаса Скота у серији Три Хил.

## Детињство
Рођен је у Буфалу, Њујорк, САД. Године 1999. желећи да постане глумац одлази у Холивуд где финансира себе као модел за клијенте Гучи, Скечерс и др.

## Приватан живот
Оженио се глумицом Софијом Буш 16. априла 2005. године. Упознали су се на снимању серије Три Хил. Али после 5 месеци брака, Буш је тражила поништење. У септембру 2014. оженио се глумицом Саром Ремер с којом има троје деце.